# Dirocoremia ingae
Dirocoremia ingae là một loài bọ cánh cứng trong họ Cerambycidae.